# Lomonosovschiereiland
Het Lomonosovschiereiland (Russisch: полуостров Ломоносова) is een heuvelachtig schiereiland aan de westkust van de Amoerbaai in het zuiden van het Russische Verre Oosten. Het is vernoemd naar de beroemde Russische wetenschapper Michail Lomonosov.
Het bevindt zich tussen de Narvabocht in het zuidwesten en de Perevoznajabocht in het noordoosten en wordt aan oostzijde met het vasteland verbonden door een lage zandige en kiezelachtige landengte en aan westzijde van het vasteland gescheiden door de lagune Tsaplitsjja (Цапличья).
De noordelijke hellingen van het schiereiland verlopen geleidelijk en zijn begroeid met bos, terwijl de zuidelijke hellingen steil oplopen en zijn bedekt met gras. De noordoostelijke hellingen worden gebruikt als landbouwgrond.
Het zuidwestelijke uiteinde wordt Kaap Toerek genoemd. Kaap Toerek vormt tevens de oostelijke grens van de Narvabocht en bestaat uit een rotsachtige en steile heuvel van 49,9 meter hoog. Voor de kaap liggen een aantal verweerde rotsen, die diep de zee in steken. Aan oostzijde van het schiereiland bevindt zich het hoogste punt op 85 meter. Het oostpunt van het schiereiland heet ook Kaap Lomonosov en is vernoemd naar het schiereiland.
Ten noorden van het schiereiland ligt het havenplaatsje Perevoznoje. Begin 21e eeuw waren er plannen voor de bouw van een gasterminal op het schiereiland, daar de Perevoznajabocht in de running was als mogelijk eindpunt voor de Oostelijke oliepijpleiding. In 2006 echter besloten om deze noordelijker uit te doen komen bij de Koezminobocht.